# Guirnalda

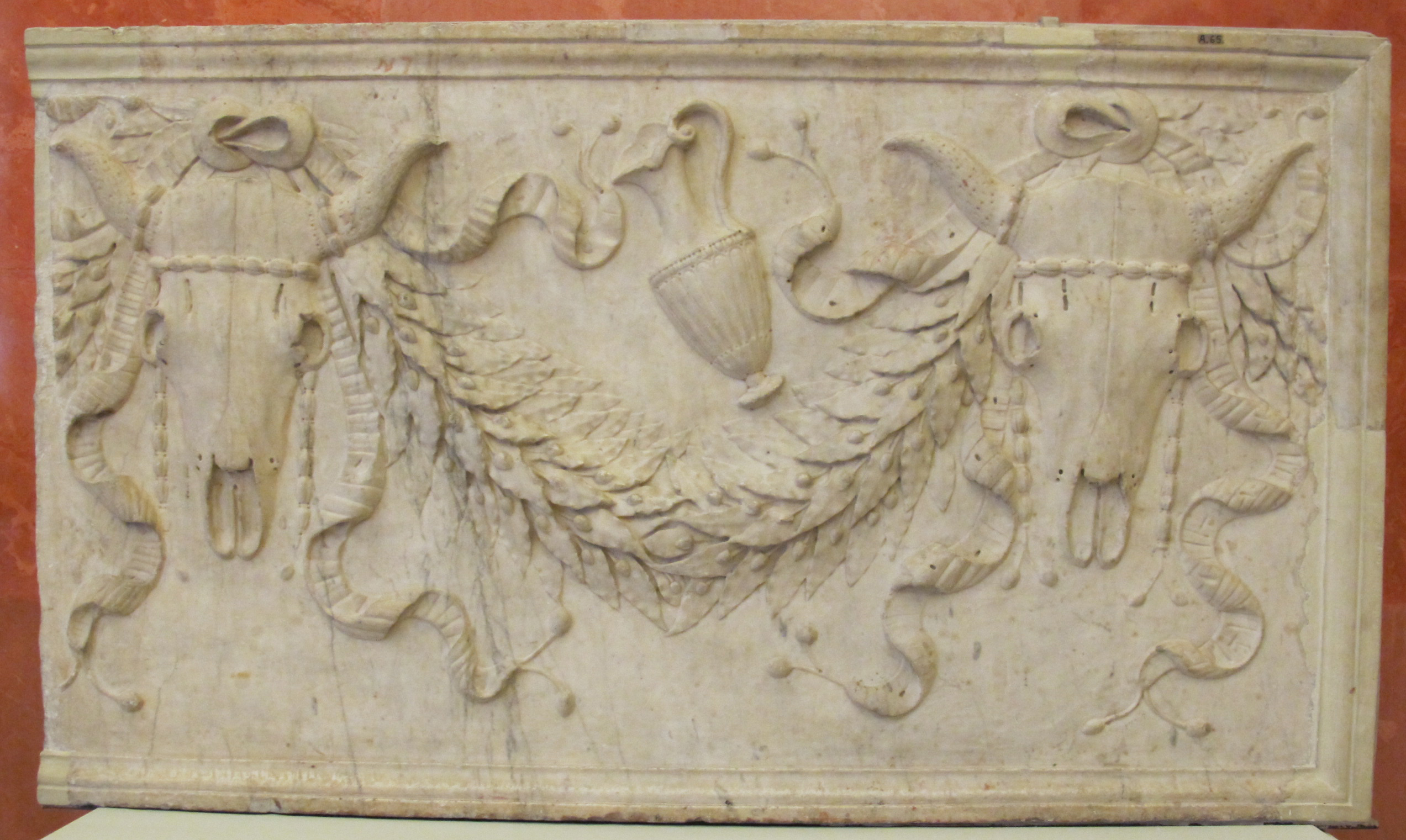
Guirnaldas decorando un friso con bucráneos.

Una guirnalda es una corona abierta por un extremo, fabricada con flores, ramas u hojas. Se llama también así a la tira tejida de flores y ramas que forman un círculo. En los templos romanos aparecen decorando el espacio que hay entre los cuernos de un bucráneo.

## Etimología
El origen de la palabra proviene de "guirlande", que a su vez proviene del Italiano "ghirlanda", una trenza.

## Tipos
- De cuentas.
- De flores (como por ejemplo el  "Poo Maalai" tamil:பூ மாலை, "hoovina maale" canarés:ಹೂವಿನ ಮಾಲೆ )
- El Lei hawaiano la guirnalda tradicional de Hawái
- De pino
- De palomitas de maíz y/o arándano rojo
- De cuerdas
- De espumillón
- De planta trepadora

## En la poesía
Marco Crozzoli

En la Biblia (Edición Inglés Standard), en Proverbios 4:9 se describe la sabiduría como: "She will place on your head a graceful garland; she will bestow on you a beautiful crown." Lo que traducido sería: "ella [la sabiduría] colocará en tu cabeza una grácil guirnalda; ella te otorgará una bella corona".
En la novela de 1913 The Golden Road, El Camino Dorado, de Lucy M. Montgomery una "fading garland" (guirnalda desvaneciente) es utilizada como una metáfora del atardecer de la vida o el envejecimiento en general "[...] Did she realize in a flash of prescience that there was no earthly future for our sweet Cecily? Not for her were to be the lengthening shadows or the fading garland. The end was to come while the rainbow still sparkled on her wine of life, ere a single petal had fallen from her rose of joy. [...]" (Capítulo XXX).
En el libro para niños de 1906 The Railway Children de Edith Nesbit, la guirnalda es utilizada también como una metáfora: "Let the garland of friendship be ever green." "Deja que la guirnalda de la amistad sea siempre verde."

## En la India
En la India, donde las guirnaldas de flores tienen un papel importante y tradicional en todos los festivales, las deidades hindúes están decoradas con guirnaldas hechas de diferentes flores fragantes (a menudo jazmín) y hojas. Tanto las flores fragantes como las no-perfumadas y las hojas religiosamente significativas se utilizan para hacer guirnaldas para adorar a las deidades hindúes. Algunas de esas flores son las siguientes: jazmín, champaka, loto, lirios, Ashoka, adelfa, crisantemo, rosa, hibisco, flores de molinillo, manoranjitam, etc.